# Laforge-1
El Laforge-1 es el nombre que recibe un embalse y una central hidroeléctrica en el río Laforge, un afluente del río La Grande, que es parte del Proyecto de la Bahía James de Hydro-Québec en la provincia de Quebec al este de Canadá. La estación puede generar 878 MW y fue puesta en servicio en un período comprendido entre 1993 y 1994. Genera electricidad a través de un sistema de diversos embalses y represas.